# Daphnien
Daphnien (Daphnia) sind eine Gattung von Krebstieren (Crustacea), die zu den Krallenschwänzen (Onychura) gestellt werden. Die nur zwischen 1 mm und 5 mm langen Tiere werden, neben anderen, häufig als „Wasserflöhe“ bezeichnet und sind leicht zu züchten.

## Morphologischer Aufbau
Der Körper der Daphnien ist in eine zweilappige Schale (Carapax) eingeschlossen, die nur den Kopf mit den starken Ruderantennen frei lässt. Die beiden Schalenhälften schließen sich am Rücken und bilden eine Art Kiel, der mit einem Stachel endet. Die Schale ist eine Duplikatur der Haut, welche facettiert ist.
Am Kopf auffallend ist das große Komplexauge. Es ist durch sechs Muskeln beweglich und entsteht während der Entwicklung aus zwei Teilen. Ein weiteres kleineres Auge, das sog. Naupliusauge (siehe auch: Naupliuslarve) ist viel kleiner und kein Komplexauge. Beide Augen sind über Sehnerven mit dem Cerebralganglion, dem „Gehirn“ von Daphnia verbunden.

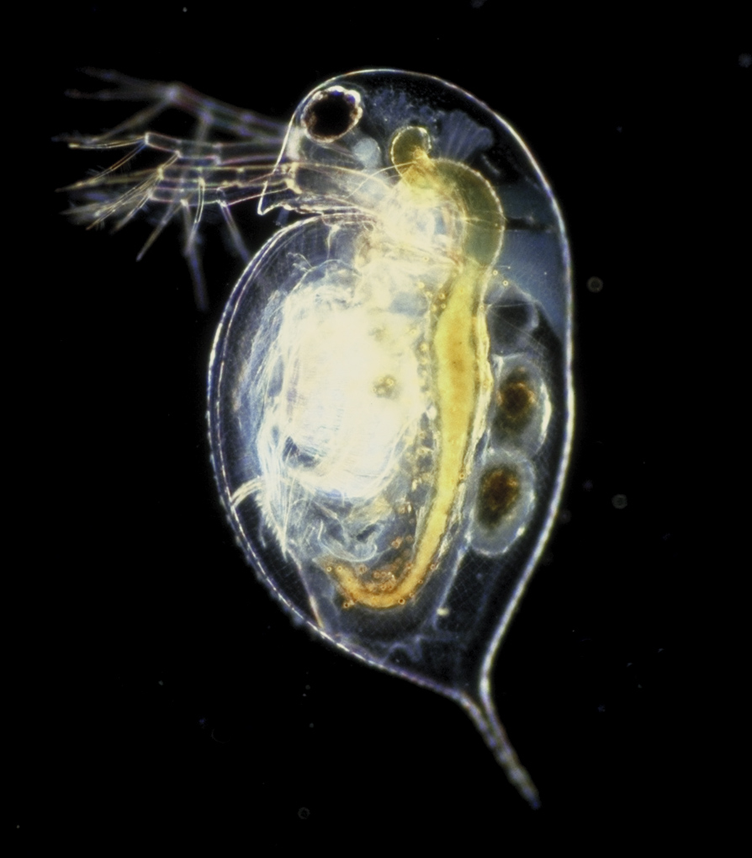
Daphnia pulex im Gegenlicht-Mikroskop

Die zweiten Antennen sind zu großen und auffälligen Ruderorganen umgebildet. Sie bestehen aus einem Stammglied und zwei Ästen mit Borsten, die sich beim „Rudern“ auffächern. Die zweiästigen Antennen gehen auf das ursprüngliche Spaltbein der Krebstiere zurück. In die Stammglieder der beiden zweiten Antennen treten kräftige Muskeln ein, die eine Bewegung der Antennen ermöglichen. Sehr viel kleiner sind die beiden ersten Antennen. Sie sitzen oberhalb der Mundöffnung und tragen an ihrem Ende Sinneshaare (Ästhetasken). Diese dienen als Chemorezeptoren. Bei den Männchen sind diese Antennen größer und haben eine zusätzliche Borste, die wahrscheinlich mechanische Reize wahrnimmt. Daphnien gehören zur Gruppe der Mandibulata und haben somit zwei kräftige Mandibeln (eine Art Kiefer). Sie sind keilförmig und nach innen leicht gezahnt.
Fünf Paar „Beine“ liegen unterhalb der Schale. Auch sie haben Spaltfußcharakter, sind weichhäutig und erhalten ihre Festigkeit durch den Blutdruck des Tieres. Derart gestützte Extremitäten nennt man auch Turgorextremitäten. Sie sind am Rand mit Borsten besetzt und haben je einen kleinen sackförmigen Anhang, der als Kieme fungiert. Daphnien atmen aber auch durch die Oberfläche ihrer Turgorextremitäten und durch ihre gesamte Körperoberfläche. Die Beine sind nicht zur Fortbewegung gedacht, denn diese Aufgabe übernehmen bereits die zweiten Antennen. Die Beinpaare Nummer 3 und 4 dienen vielmehr der Nahrungsaufnahme. Durch einen schnellen und rhythmischen Schlag der Beine werden Wasser und darin enthaltene Nahrungspartikel in den Innenraum der Schalen „gestrudelt“. Die Borsten an den Beinen fungieren als Filter und fangen die Nahrung auf. Diese wird dann in einem Kanal zwischen den Beinen nach oben zum Schlund befördert und gelangt von dort in den Körper bzw. in den Darm.
Der hintere Teil des Tieres (Abdomen oder Pleon) ist leicht gekrümmt. Hier liegen After und ein Paar nach innen gebogene Krallen.

## Ökologie
Zu bestimmten Jahreszeiten kann es zu einem Massenauftreten kommen. Daphnien vermehren sich zumeist eingeschlechtlich (parthenogenetisch). Deshalb sind die meisten Daphnien Weibchen.
Wenn sich die Umweltbedingungen in ihrem Lebensraum negativ verändern (Trockenheit, Kälte, kürzere Tage, Nahrungsmangel, aber auch Giftstoffe), werden jedoch auch Männchen geboren, die die sexuellen Eier der Weibchen befruchten. Unter diesen Bedingungen findet man bis zu 30 % Männchen. Sexuell produzierte Eier, umgeben mit einer gegen Hitze, Kälte und Trockenheit widerstandsfähigen Hülle (Ephippium), auch „Wintereier“ oder Latenzeier (Dauereier) genannt, können bis zu mehrere Jahre Trockenheit überstehen und bei guten Umweltbedingungen wieder ausschlüpfen. Im feuchten Sediment ist die Haltbarkeit der Eier noch höher: In Seensedimenten des nordamerikanischen Oneida Lake konnten Dauereier in Sedimenten von mehr als 100 Jahren Alter noch aus der Dormanz geweckt werden. Diese Fähigkeit gibt den Daphnien die Möglichkeit, austrocknende oder „umgekippte“ Gewässer schnell wieder zu besiedeln. Die Dauereier dienen auch als Ausbreitungsstadien.

## Ökotoxikologie
Daphnien leben in Seen und Teichen. Sie reagieren empfindlich auf Schadstoffe im Wasser und lassen über die Beeinträchtigung ihrer Bewegungsfähigkeit eine Aussage über Giftstoffe im Wasser zu. Der hierfür genormte Test wird Daphnientest genannt.

## Arten (Auswahl)
- Daphnia cristata Sars, 1861 (Spitzkopf-Wasserfloh)
- Daphnia cucullata Sars, 1862 (Helm-Wasserfloh – lateinisch cucullus ‚Kapuze‘, cucullata ‚mit Kapuze‘)

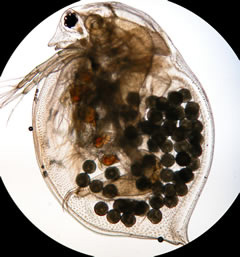
Daphnia magna

- Daphnia galeata Sars, 1863 (Haubenwasserfloh[5] – lateinisch galea ‚Helm, Lederhelm‘, galeata ‚behelmt‘; gelegentlich auch als Langdorn-Wasserfloh bezeichnet,[6] siehe aber D. longispina)
- Daphnia hyalina Leydig, 1860 (Glas-Wasserfloh)
- Daphnia longispina O.F. Müller, 1776 (Langdorn-Wasserfloh[7] – lateinisch longus ‚lang‘, lat. spina ‚Dorn‘)
- Daphnia magna Straus, 1820 (Großer Wasserfloh)
- Daphnia pulex Leydig, 1860 (Gemeiner Wasserfloh)

## Daphnien als Modellorganismus in der Forschung
Einige Arten der Gattung Daphnia werden als Modellorganismus in der biologischen Forschung eingesetzt. Im Zuge dieser Verwendung wird das Genom einiger Arten (D. pulex, D. magna) sequenziert. Es umfasst 31.000 Gene.

## Verwendung in der Aquaristik
Daphnien werden häufig als Zierfischfutter für Aquarienfische verwendet. Als Lebendfutter werden sie regelmäßig im Zoofachhandel angeboten. Daneben gibt es sie in tiefgefrorenem oder gefriergetrocknetem Angebot. Sie enthalten wertvolle Ballaststoffe und lösen bei einem Futterwechsel häufig auch die Laichbereitschaft aus.
Eine Vermehrung von Wasserflöhen ist auch in einem leeren Aquarium möglich. Am besten eignet sich als Futter dazu Spirulinapulver.

## Parasiten
Bakterien der Spezies Pasteuria ramosa sind obligate Parasiten der Daphnien. Nachweislich wurden diese Bakterien in D. magna (Großer Wasserfloh) gefunden, aber auch in D. pulex (Gemeiner Wasserfloh) und D. longispina (Langdorn-Wasserfloh). Die Wirte infizieren sich durch die bakteriellen Sporen im Sediment oder in der Suspension. Der Parasit entwickelt sich hauptsächlich in der Körperhöhle und im Muskelgewebe der Daphnien, nimmt an Konzentration zu, und breitet sich schließlich im gesamten Körper des Wirts aus. Typische Auswirkungen auf den Wirt sind Unfruchtbarkeit und Riesenwuchs. Die Sporen werden hauptsächlich freigesetzt, wenn der Wirt stirbt und auf das Substrat sinkt.
Der Virusstamm Daphnina iridescent virus 1 (DIV1 oder DIV-1) (Spezies Daphniairidovirus tvaerminne in der Gattung Daphniairidovirus) ist Erreger der Daphnien-Krankheit White fat cell disease (WFCD, deutsch etwa „Weiße Fettzellenkrankheit“). Nach etwa 60 Jahren Suche wurde 2018 der Erreger dieser mysteriösen Krankheit gefunden: Hatte man zunächst auch Bakterien im Verdacht, stellte sich nun heraus, dass diese Riesenviren aus der Familie der Iridoviridae die Krankheit verursachen.
Weitere Parasiten sind Pilze (Mikropilze), Nematoden, Amöben und Bandwürmer.